# Søbygaard (Favrskov Kommune)
 For alternative betydninger, se Søbygaard. (Se også artikler, som begynder med Søbygaard)
Søbygaard er en gammel hovedgård ved den vestlige ende af Søbygård Sø i Søby Sogn, Gjern Herred, Favrskov Kommune. Gården nævnes første gang i skriftlige kilder år 1323 og var en overgang krongods, men blev fra 1778 en avlsgård under Frijsenborg Gods.
Hovedbygningen er opført i 1810 og tilbygget i 1929. Søbygaard er på 187 hektar. Avlsbygningerne er fra 1886.  Hovedbygningen er udlejet til et firma.
Omkring 1400 var gården et nonnekloster. Søbygaard ejedes 1401 af Thomas Vesteni, hvis enke blev fornærmet af provsten i Tvilum. I den anledning overfaldt hendes søn Laurids Thomsen Vesteni provsten. Vesteni blev bandlyst og landsforvist i syv år. Han kom tilbage og tvang Aarhus-bispen til at ophæve bandlysningen og bortviste nonnerne, som moderen havde givet underhold.
Udgravninger har vist, at der omkring år 1600 lå en borg på stedet.
Gården blev i 1778 købt af Erhard lensgreve Wedell-Friis for 110.000 Rdl.

## Ejere af Søbygaard
- (1323-1401) Ukendt Ejer
- (1401-1428) Thomas Vesteni
- (1428-1467) Laurids Thomsen Vesteni nr 1
- (1467-1506) Erik Lauridsen Vesteni nr 1
- (1506-1536) Laurids Eriksen Vesteni nr 2
- (1536-1600) Erik Lauridsen Vesteni nr 2
- (1600) Sophie Beck gift Vesteni
- (1600-1605) Mogens Juel
- (1605-1608) Birgitte Rosenkrantz gift Just
- (1608-1625) Christoffer von Gersdorff
- (1625-1651) Peder Christoffersen von Gersdorff / Joachim Christoffersen von Gersdorff
- (1651-1655) Peder Christoffersen von Gersdorff
- (1655) Anne Lykke gift von Gersdorff
- (1655) Johan Brockenhuus / Frans von Rantzau
- (1655-1661) Joachim Christoffersen von Gersdorff
- (1661-1675) Christian Joachimsen von Gersdorff
- (1675-1687) Jens de Poulsen
- (1687-1701) Maren Madsdatter gift de Poulsen
- (1701-1719) Matthias Jensen de Poulsen
- (1719-1767) Kronen
- (1767-1778) Hans Henrik de Lichtenberg
- (1778-1786) Erhard lensgreve Wedell-Friis
- (1786-1787) Christine Sophie lensgrevinde Wedell-Friis (enke)
- (1787-1789) Christine Sophie Wedell-Friis dødsbo
- (1789-1802) Sophie Magdalene Christiansdatter baronesse Krag-Juel-Vind (søsterdatter)
- (1802-1815)  (søn)
- (1815-1849) Jens Christian lensgreve Krag-Juel-Vind-Frijs (søn)
- (1849-1882) Christian Emil lensgreve Krag-Juel-Vind-Frijs (søn)
- (1882-1923) Mogens Christian lensgreve Krag-Juel-Vind-Frijs (søn)
- (1923-1958) Inger Dorthe komtesse Krag-Juel-Vind-Frijs gift Wedell (datter)
- (1958-1982) Charles Bent Mogens Tido lensgreve Wedell (søn)
- (1982-) Bendt Tido Hannibal lensgreve Wedell (søn)